# Понгіто гірський
Понгіто гірський (Grallaricula leymebambae) — вид горобцеподібних птахів родини Grallariidae.

## Назва
Видова назва leymebambae походить від назви міста Леймебамба на півночі Перу, де зібрані типові зразки виду.

## Поширення
Поширений уздовж тихоокеанського схилу на крайньому півдні Еквадору, північному заході Перу, і вздовж східного схилу Анд з півночі Перу до західної Болівії. Також на півночі Еквадору спостерігалися птахи, що можуть належати до цього виду. Мешкає в підліску гірських лісів на висоті від 1750 до 3350 м над рівнем моря.